# ائتلاف دولة القانون

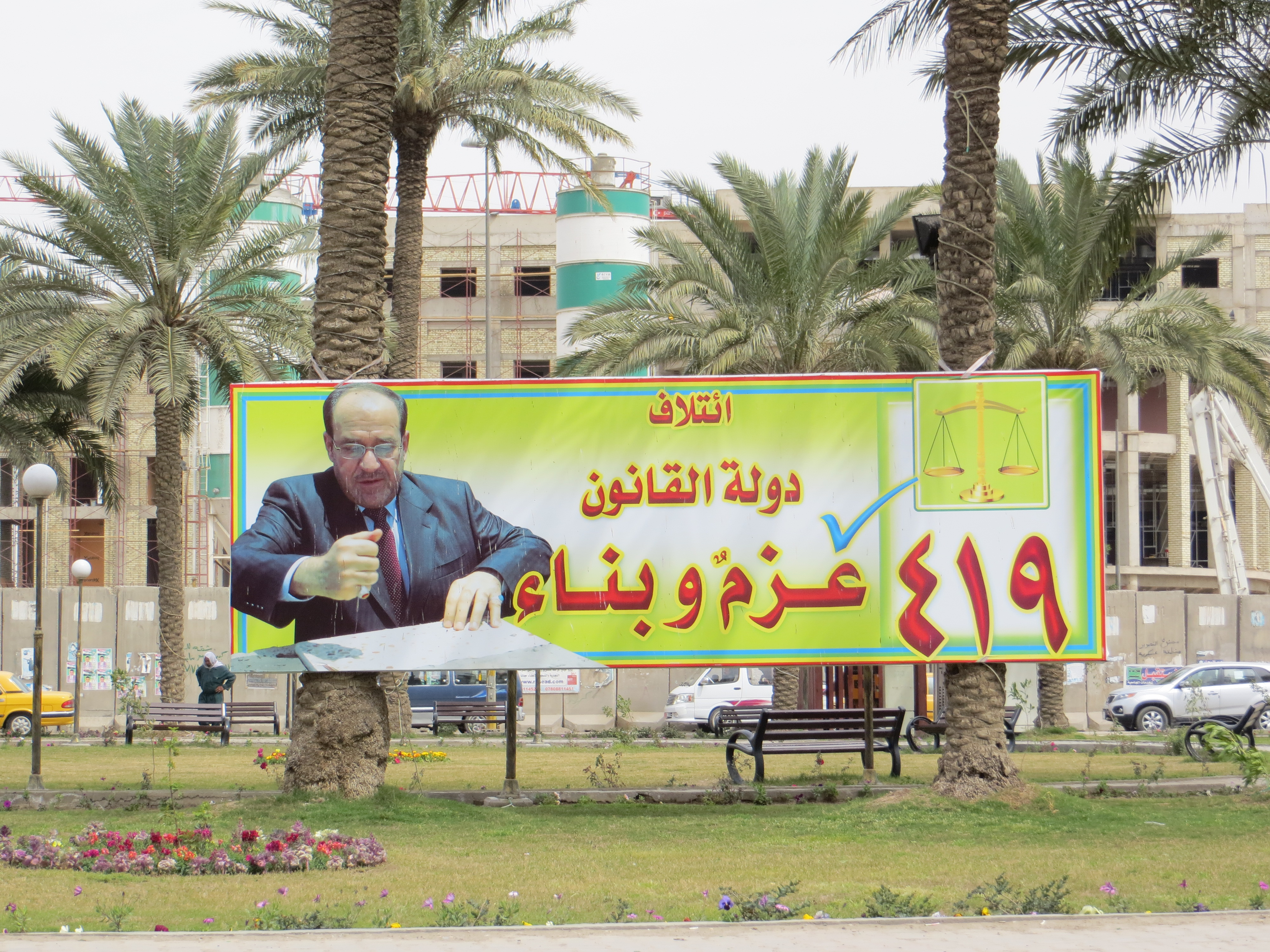
لافتة دعايا انتخابية في بغداد

ائتلاف دولة القانون تحالف سياسي عراقي برئاسة نوري المالكي. انشق الائتلاف عن الائتلاف الوطني العراقي الذي كان يجمع كل القوى الشيعية في المجتمع العراقي بسبب خلافات مع التيارات الأخرى. 
حصل الائتلاف على 89 مقعدًا في إنتخابات البرلمان العراقي 2010، بفارق مقعدين خلف القائمة العراقية التي فازت بالانتخابات.

## الانتخابات البرلمانية في 2014
دخل ائتلاف دولة القانون في انتخابات 2014 منفردا وحصد الائتلاف على 95 مقعد حوالي ثلث مقاعد مجلس النواب العراقي وشكل الكتلة الكبرى داخل البرلمان
حل الائتلاف اولا في
- بغداد 30 مقعد

وحصد رئيس الائتلاف نوري المالكي على 750.000 صوت صحيح في بغداد
- البصرة 12 مقعد

حصد القيادي في الائتلاف خلف عبد الصمد على 125.000 صوت صحيح في البصرة
- ذي قار 8 مقاعد
- بابل 7 مقاعد

حصدت القيادية المستقلة داخل الائتلاف حنان الفتلاوي على 100.000 صوت صحيح في بابل
- كربلاء 7 مقاعد

حصد العضو حسين المالكي على 65.000 صوت صحيح
- واسط 6 مقاعد
- النجف 6 مقاعد
- القادسية 5 مقاعد

حصدت العضوة هدى سجاد محمود على 50.000 صوت صحيح في القادسية
- ميسان 4 مقاعد
- المثنى4 مقاعد

باقي المحافظات العراقية
- ديالى 3 مقاعد

حصد القيادي في الائتلاف هادي العامري على 50.000 صوت صحيح في ديالى
- نينوى 3 مقاعد

حصد القيادي في الائتلاف محمد تقي المولى على 30.000 صوت صحيح في نينوى
- صلاح الدين 2 مقعد

حصد القيادي في الائتلاف جاسم محمد جعفر على 25.000 صوت في صلاح الدين